# Audru
Audru è un comune rurale dell'Estonia meridionale, nella contea di Pärnumaa. Il centro amministrativo è l'omonimo borgo (in estone alevik).

## Località
Oltre al capoluogo, il territorio di Audru comprende l'ex comune di Lavassaare, e le seguenti 25 località (in estone küla): 
Ahaste, Aruvälja, Eassalu, Jõõpre, Kabriste, Kihlepa, Kõima, Kärbu, Lemmetsa, Liiva, Lindi, Liu, Malda, Marksa, Oara, Papsaare, Põhara, Põldeotsa, Ridalepa, Saari, Saulepa, Soeva, Soomra, Tuuraste, Valgeranna.